# 岡山商科大学附属高等学校
岡山商科大学附属高等学校（おかやましょうかだいがくふぞくこうとうがっこう）は、岡山県岡山市北区にある私立の高等学校。岡山商科大学の附属校。旧名は吉備高等学校（きびこうとうがっこう）。2004年度から総合学科を設け、2018年度に自動車科を設けた。

## 沿革
- 1911年（明治44年） - 私立吉備商業学校を創立。
- 1945年（昭和20年） - 戦災の被害を受ける。
- 1948年（昭和23年） - 学制改革にともない吉備高等学校と改称。
- 1994年（平成6年） - 岡山商科大学附属高等学校と改称し、男女共学となる。
- 2004年（平成16年） - 総合学科（6系列）を設置。
- 2018年（平成30年）- 自動車科を設置

## 学科
- 総合学科
  - 特別進学コース・進学系列
  - 総合進学コース・進学系列
  - ITデザインコース・進学系列
  - 健康スポーツコース・進学系列
  - 商大コース・情報・ビジネス系列
  - 情報コース/ビジネスコース・情報・ビジネス系列
  - 工業技術コース・工業系列
- 自動車科

## 校訓
忍耐し努力せよ 個性を磨き 我が道を行く